# هيدي ويست
هيدي ويست (بالإنجليزية: Hedy West)‏ هي كاتبة غنائية ومغنية أمريكية، ولدت في 6 أبريل 1938 في كارترزفيل في الولايات المتحدة، وتوفيت في 3 يوليو 2005 في نيويورك في الولايات المتحدة بسبب سرطان.

## وصلات خارجية
- هيدي ويست على موقع IMDb (الإنجليزية)
- هيدي ويست على موقع ميوزك برينز (الإنجليزية)
- هيدي ويست على موقع ديسكوغز (الإنجليزية)